# 佩布爾 (內布拉斯加州)
佩布爾（英語：Pebble）是位於美國內布拉斯加州道奇縣的鬼鎮。

## 歷史
佩布爾的郵局於1868年設立，其後於1883年停運。

## 地理
佩布爾所處的海拔為高於海平面398米（即1306英呎），而該地所採用的時區為UTC-6，即北美中部时区（CST）。同時該地設有夏令時間，為UTC-6調快一小時，即UTC-5（CDT）。